# Matti Hietajärvi
Matti Hietajärvi, né le 29 octobre 1976, est un coureur cycliste finlandais. 

## Biographie
En juin 2021, il devient champion de Finlande du contre-la-montre,.

## Palmarès et résultats

### Palmarès par année
- 2020
  - 2e du championnat de Finlande du contre-la-montre
  - 3e du championnat de Finlande du contre-la-montre par équipes
- 2021
  -  Champion de Finlande du contre-la-montre

### Classements mondiaux
| Année                                 | 2020  | 2021  |
| ------------------------------------- | ----- | ----- |
| Classement mondial                    | 1214e | 1319e |
| UCI Europe Tour                       | 932e  | 949e  |
|                                       |       |       |
| Légende : nc = non classéSource : UCI |       |       |